# Kanton La Plaine niortaise
La Plaine niortaise is een kanton van het Franse departement Deux-Sèvres. Het kanton maakt deel uit van het arrondissement Niort. Het werd opgericht bij decreet van 18 februari 2014 met uitwerking op 22 maart 2015 met Chauray als hoofdplaats.

## Gemeenten
Het kanton omvat volgende 10  gemeenten :
- Aiffres
- Brûlain
- Chauray
- Échiré
- Juscorps
- Prahecq
- Saint-Gelais
- Saint-Martin-de-Bernegoue
- Saint-Romans-des-Champs
- Vouillé